# Parafia Trójcy Przenajświętszej w Wólce
Parafia Trójcy Przenajświętszej w Wólce – parafia rzymskokatolicka w Wólce, należąca do archidiecezji lubelskiej i dekanatu Lublin – Podmiejski. Została erygowana w 1987 roku. Parafię prowadzą księża diecezjalni.

## Zasięg parafii
Do parafii należą wierni z następujących miejscowości: Długie, Hajdów, Jakubowice Murowane, Lublin, Świdniczek, Trześniów i Wólka.